# 珠乌贼
珠乌贼（学名：Sepia torosa）为乌贼科乌贼属的动物。分布于日本群岛南部、马来群岛、印度东海岸，包括南海等海域，生活环境为海水，常见于沿岸。该物种的模式产地在日本东京湾。